# Ribas do Rio Pardo
Ribas do Rio Pardo es un municipio brasileño ubicado en el estado de Mato Grosso do Sul.

## Ubicación
El municipio está ubicado en el centro del estado, dista a 92 kilómetros de la capital estatal Campo Grande, a 369 m s. n. m.

## Territorio y población
Ribas do Rio Pardo posee un inmenso territorio, siendo uno de los mayores municipios brasileños, la población es de 19.159 habitantes, según los datos del IBGE,sufriendo en los últimos años un crecimiento intenso, con la llegada de nuevas industrias y empresas, en 1996 el municipio tenía 13.081 habitantes, el crecimiento fue de casi 50 %.

## Historia y economía
El municipio fue fundado el 19 de marzo de 1944, las tierras fueron exploradas en el inicio del siglo XVII, el pueblo de este municipio comenzó en 1912.
La economía se basa en el sector agropecuario, con más de 1.050 acentamientos rurales, también se destacan la extracción de carbón vegetal, y la plantación de eucalipto.